# Wilhelm Heinrich Jobelmann
Wilhelm Heinrich Jobelmann (* 2. Oktober 1800 in Stade; † 14. August 1878 ebenda) war ein Glasermeister, Kommunalpolitiker und Lokalhistoriker in Stade.

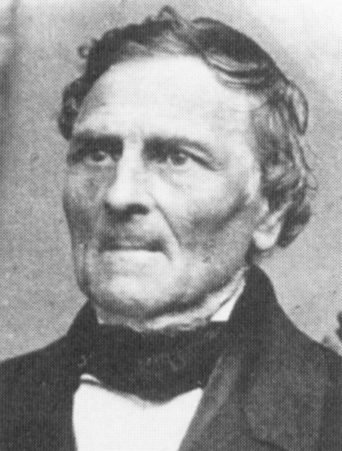
Wilhelm Heinrich Jobelmann

## Leben
Nach dem Tod seines Vaters 1814 musste Wilhelm Jobelmann im Glasergeschäft mitarbeiten und wurde Glasermeister. 1827 erwarb er das Bürgerrecht und heiratete Charlotte Leonore Siedenburg. 1838 wurde Jobelmann in seinem Quartier zum Bürgerrepräsentanten (vergleichbar mit einem heutigen Ratsherrn) gewählt und übernahm 1844–45, sodann noch einmal 1852 den Vorsitz der bürgerschaftlichen Vertretung. 1853 wurde Jobelmann als Senator („Dezernent“) in den Magistrat gewählt. Außerdem wurde er zum Abgeordneten in der Hannoverschen Ständeversammlung gewählt. Am 14. August 1878 starb Wilhelm Heinrich Jobelmann.

## Leistungen
Jobelmann war von Beginn an im Hannoverschen Gewerbeverein tätig, der 1829 die Gründung einer „Handwerkerschule“ oder „Realschule“ in Stade propagierte. Vom Schulbeginn am 9. Januar 1831 bis praktisch zu seinem Tod unterrichtete Jobelmann hier als Lehrer im Freihand- und geometrischen Zeichnen und war zeitweilig auch Vorsteher der Schule. Diese Schule ist der Vorläufer der späteren Gewerbeschule und der heutigen Berufsbildenden Schule I Stade, die seit dem 20. September 2001 den Namen Jobelmann-Schule trägt.
Wilhelm Jobelmann war auch aktiv an der Gründung des „Arbeiter-Bildungs-Vereins“ beteiligt. Ende 1845 wurde als Vorläufer ein „Jünglings-Verein“ gegründet, der jungen Handwerkern helfen sollte, ihre Freizeit „nützlich und anständig“ zu gestalten. Daraus entstand 1849 der Stader Arbeiterbildungsverein, dessen Vorstand Jobelmann zusammen mit dem Tischlermeister Oeters angehörte. 1850 hatte der Verein schon über 100 Mitglieder.
Schon 1856 regte Wilhelm Jobelmann an, eine „Gaserleuchtungsanstalt“ zu errichten, die tatsächlich 1857–59 in der Nähe des Provianthauses errichtet wurde und am 20. April 1859 in Betrieb ging. Jobelmann wurde erster Direktor dieser „Gasanstalt“.
Jobelmann beschäftigte sich auch mit der Geschichte und Gegenwart seiner Heimatstadt. 1867 entwickelte er detaillierte Pläne für die Nutzung der ehemaligen Festungsanlagen. 1869 begann er zusammen mit dem Juristen Wittpenning eine dreibändige Geschichte Stades zu schreiben, die 1875 erstmals erschien und noch immer ein Standardwerk ist.

## Werke
- Geschichte der Stadt Stade, Stade 1875
- Der Oberdeichinspector Jacob Ovens, ein Beitrag zur Geschichte der Sturmflut vom Jahr 1717 und der Entstehung des Königlichen Amtes Wischhafen im Lande Kehdingen, in: Arch. des Ver. f. Gesch. u. Alterth. d. Herzogth. Bremen, Verden und des Landes Hadeln; VII, S. 75–112, Stade 1880
- Der bremische Zweig der Familie Königsmarck, in: Zeitschrift des historischen Vereins für Niedersachsen (1876), S. 257–62

| Personendaten    | Personendaten                                                        |
| ---------------- | -------------------------------------------------------------------- |
| NAME             | Jobelmann, Wilhelm Heinrich                                          |
| KURZBESCHREIBUNG | Bürgerrepräsentant                                                   |
| GEBURTSDATUM     | 2. Oktober 1800                                                      |
| GEBURTSORT       | Stade, Kurfürstentum Braunschweig-Lüneburg, Heiliges Römisches Reich |
| STERBEDATUM      | 14. August 1878                                                      |
| STERBEORT        | Stade, Provinz Hannover, Königreich Preußen, Deutsches Kaiserreich   |